# Mahdalynivský rajón
Mahdalynivský rajón (ukrajinsky Магдалинівський район) byl rajón v Dněpropetrovské oblasti na Ukrajině. Hlavním městem byla Mahdalynivka a rajón měl přibližně 34 tisíc obyvatel. 

## Sídla v rajónu
- Mahdalynivka